# Batya Gur
Batya Gur (Tel-Aviv, 1947 - 19 de maig de 2005) fou una escriptora israeliana de novel·les policials. Batya Gur va ensenyar literatura a la Universitat Hebrea de Jerusalem, i va col·laborar com a crítica en el diari Haaretz. Va començar a escriure amb 41 anys. Els seus personatges s'inspiren en persones reals. És una autora molt coneguda en els ambients acadèmics de l'estat d'Israel.